# Volvariella diplasia
Volvariella diplasia är en svampart som först beskrevs av Berk. & Broome, och fick sitt nu gällande namn av Rolf Singer 1951. Volvariella diplasia ingår i släktet Volvariella och familjen Pluteaceae.   Inga underarter finns listade i Catalogue of Life.